# Þrymskviða
Þrymskviða ou Thrymskvida (O Poema de Thrym ou A canção de Thrym;  PRONÚNCIA) é um dos poemas mais conhecidos do Edda em verso, preservado no Codex Regius.
O texto conta como o gigante Thrymr rouba o martelo de Thor, para depois pedir a deusa Freia em troca.  O mito nórdico se mantém popular na Escandinávia e continuou sendo transmitido por poesia e música até o século XIX. 

## Sinopse
O gigante Þrymr rouba o martelo de Thor, o Mjölnir, e exige Freya como pagamento, desejando a deusa como sua esposa. Ao invés dela, os Æsir vestem Thor como noiva e Loki como dama-de-honra, e os dois se dirigem a Jotunheim para o "casamento". A identidade de Thor acaba se tornando evidente com o passar da cerimônia, como no momento em que come sozinho um boi inteiro; Loki é forçado a prover desculpas para as atitudes incomuns da "noiva", que são aceitas pelos gigantes. O Mjölnir acaba nas mãos de Thor como parte da cerimônia, permitindo ao deus matar todos os gigantes e retornar para casa. 